# Хохлово поле
Хохло́во по́ле — микрорайон города Гатчины Ленинградской области.
Площадь микрорайона — 1,5 км². Численность населения — около 13 тыс. человек (14 % населения города). Основную часть микрорайона составляют жилые дома высотой преимущественно 5—9 этажей.

## Расположение
Микрорайон расположен в центральной части города. Имеет выход на центральный проспект города, а также выход в Гатчинский парк через Берёзовые ворота.
Условными границами микрорайона являются:
- на севере — Рощинская улица
- на северо-востоке — проспект 25 Октября
- на востоке — улица 7 Армии
- на юге — улица Хохлова
- на западе — улица Крупской

Граничит с микрорайонами:
- на севере — с Рощинским
- на востоке — с Въездом
- на юге — с Центром
- на юго-западе — с Дворцовым
- на западе — с Зверинцем

## История
Первые упоминания о центральной улице района: улице Хохлова (тогда Берёзовой) относятся к 1837 году. В XIX веке на территории Мартяжкина луга были фруктовые сады, тянущиеся вплоть до мест, где ныне находится 8 школа. Такая идиллия между фруктовыми садами, влажной гладью озёр, зелёной свежестью Орловой рощи, видно даже сейчас. Факт существования обильных фруктовых насаждений подтверждает и то, что в наше время каждый двор этого района имеет немалое количество ягодных и фруктовых деревьев и кустарников. Сливы, вишни, яблони, малинники, крыжовник и тому подобное, произрастает на территории Хохлова поля с XIX века до наших дней.
В годы Великой Отечественной войны на нём располагалось кладбище немецких солдат и концлагерь для советских военнопленных.
Широкомасштабная застройка началась в 1966 году, когда появилась необходимость строительства жилого городка для сотрудников Ленинградского института ядерной физики. Кроме жилых домов по заказу института на улице Крупской были построены гостиница «Академическая» и Дом физкультуры с плавательным бассейном. Гостиница Академическая, действующая и по сей день является на две трети местом для проживания физиков. А ДФ ПИЯФ есть место проведения различных турниров.
В 1976 году на улице Коли Подрядчикова была построена и открыта Школа № 3 (ныне — Лицей № 3).
В 1998 году был открыт Хохловский рынок.
В 2010 году начато строительство нового жилого комплекса «Орлова Роща» в северной части района, на месте бывшего консервного завода. В январе 2013 года жилой комплекс на 534 квартиры был сдан в эксплуатацию и стал крупнейшим жилым домом Гатчины.

## Архитектурный облик
Обязанный своим появлением петербургскому институту ядерной физики, микрорайон выгодно отличается от других наличием продуманного плана застройки. Жилой фонд представлен в основном 5-этажками 60-80 годов и кирпичными 9-этажными «точками». В квартале, ограниченном ул. Русинова, Крупской, Подрядчикова, Рощинской, находятся более десятка 2-этажных кирпичных домов. Доминантами микрорайона являются дом 13 по ул. Подрядчикова и гостиница «Академическая» (по 12 этажей).

## Улицы микрорайона
- Улица Академика Константинова — названа в 1969 году в честь выдающегося учёного-физика Б. П. Константинова, одного из организаторов научного центра ядерной физики в Гатчине, в 1957—1967 годах занимавшего пост директора Ленинградского физико-технического института.
- Улица Коли Подрядчикова — названа в 1960 году в честь героя-пионера, погибшего в 1941 году при выполнении боевого задания. Участки от улицы Академика Константинова до улицы 7 Армии и от улицы 7 Армии до улицы Профессора Русинова являются пешеходными зонами.
- Улица Филиппова — названа в честь сапёра, Героя Советского Союза, павшего в боях за Берлин.
- Улица Хохлова (чётная сторона на участке от улицы Крупской до улицы 7 Армии)
- Улица Профессора Русинова — названа в 1986 году в честь профессора Ленинградского физико-технического института, одного из создателей научного центра ядерной физики в Гатчине.
- Улица 7 Армии (на участке от улицы Крупской до улицы Хохлова и чётная сторона от улицы Хохлова до проспекта 25 Октября) — названа в честь армии, защищавшей Петроград от нападения Юденича в 1919 году. До 1922 года называлась Ингербургской.
- Улица Крупской — названа в честь советского общественного деятеля, жены В. И. Ленина Н. К. Крупской.
- Рощинская улица (чётная сторона на участке от проспекта 25 Октября до улицы Крупской).
- Проспект 25 Октября (чётная сторона на участке от улицы 7 Армии до Рощинской улицы).

## Инфраструктура

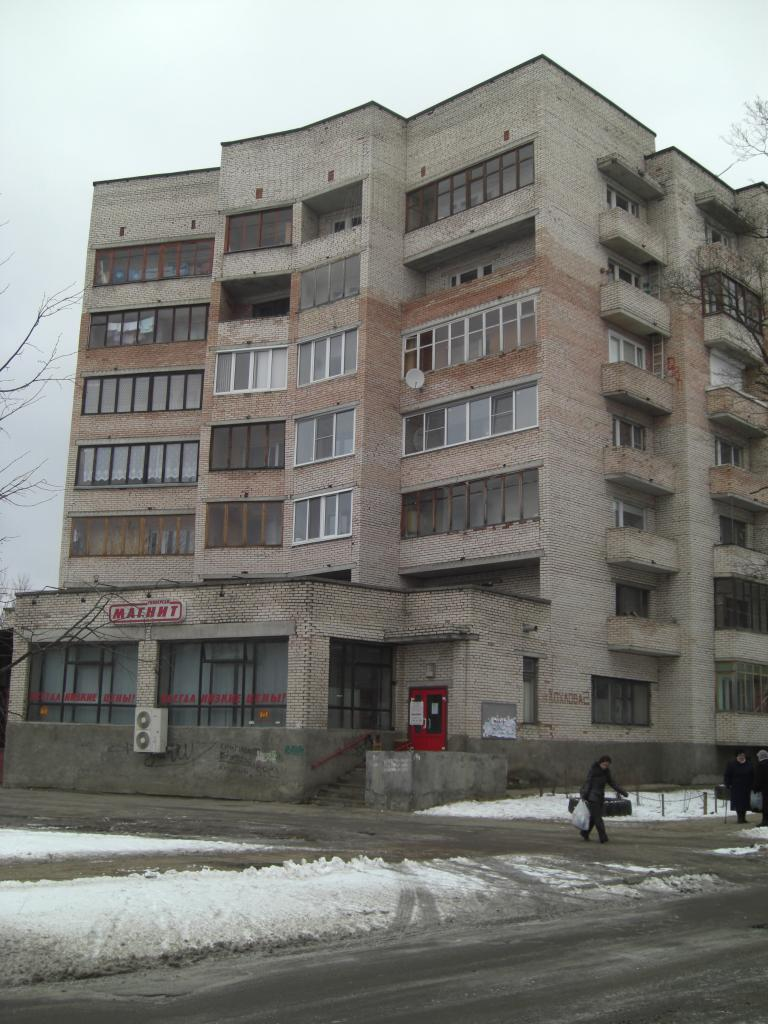
Жилой дом на Хохловом поле

Из объектов социальной сферы на Хохловом Поле находятся:
- Гостиница «Академическая»
- Дом физкультуры ПИЯФ с плавательным бассейном
- МОУ «Гатчинский Лицей № 3 имени Героя Советского Союза А. И. Перегудова»
- Детский сад № 1
- Детский сад № 10
- Отделение связи Гатчина-8
- Отделение Сбербанка
- Библиотека (филиал № 2)
- Большое количество магазинов

## Промышленность
Из промышленных предприятий на территории микрорайона остался цех валяной обуви Гатчинского промкомбината. Значительную часть территории микрорайона занимают военные склады. Имеется узел связи.

## Транспорт
Общественный транспорт на территории микрорайона развит довольно слабо. Вплоть до конца XX века автобусное движение присутствовало лишь на приграничных магистралях — проспекте 25 Октября и Рощинской улице. В начале 2000-х годов компания «Ник-Автолайн» предпринимала попытки организации движения маршрутных такси через центральную часть микрорайона, однако они были неудачными. И только в 2005 году компанией «Такси-Люкс» был успешно введён маршрут К-27, который связал Хохлово Поле с Центром города.